# Ullapool
Ullapool (Ullapul, nebo Ulapul v galštině) je malé město s přibližně 1540 obyvateli, nacházející se v Ross a Cromarty v kraji Highland, ve Skotsku. Navzdory své malé velikosti, je to největší osada v širokém okolí. Poloha u Loch Broom předurčila místu přístavní a rybářský charakter. Přístav navrhl Thomas Telford v roce 1788, od kdy je centrem města a je používán pro lodě rybářsků, jachty, a trajekty plující do Stornoway na Vnějších Hebridách.
Ullapool je středisko kultury, umění a turistiky. Má také svoji vlastní rozhlasovou stanici Loch Broom FM.

## Galerie

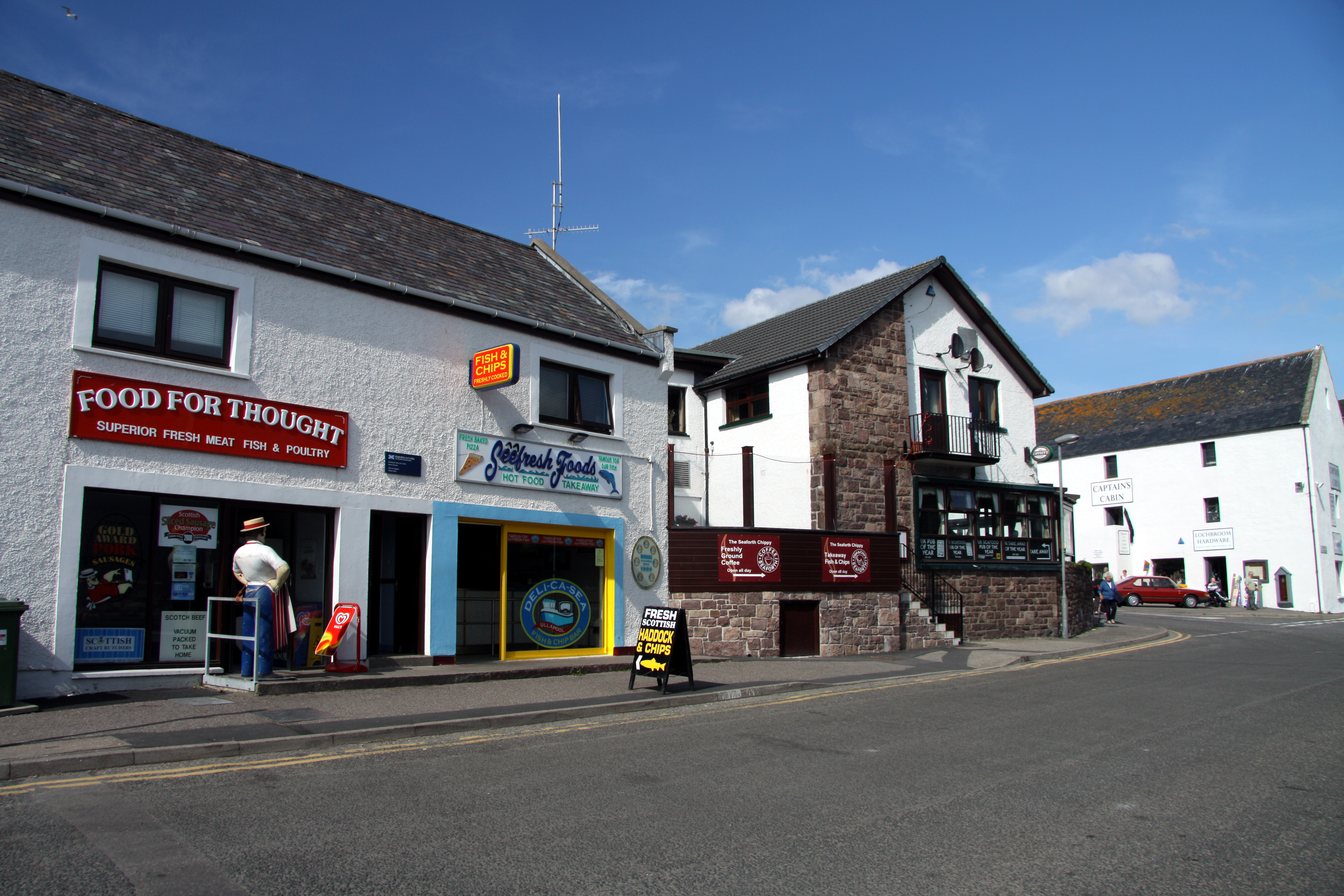
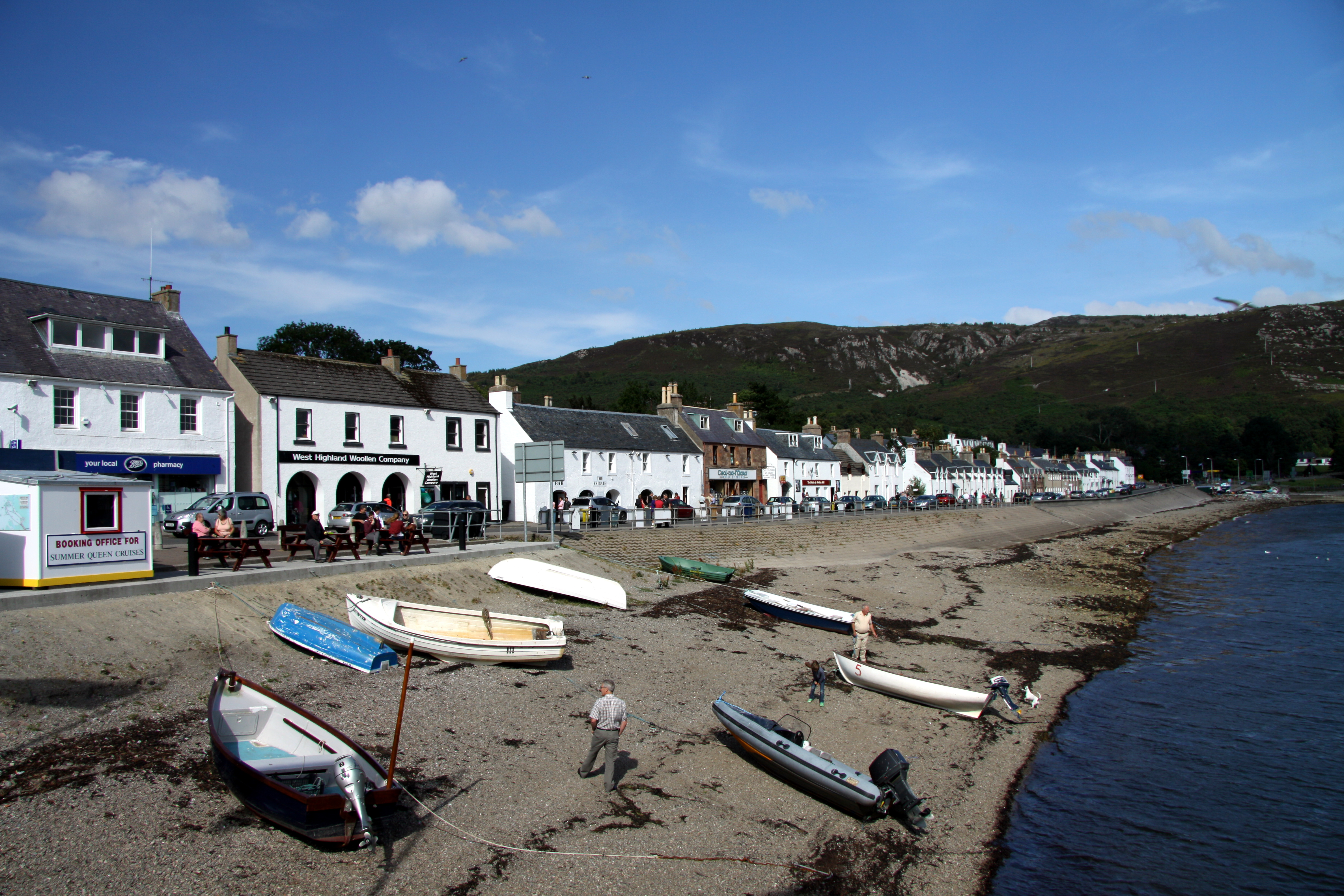
Hlavní ulice v obci
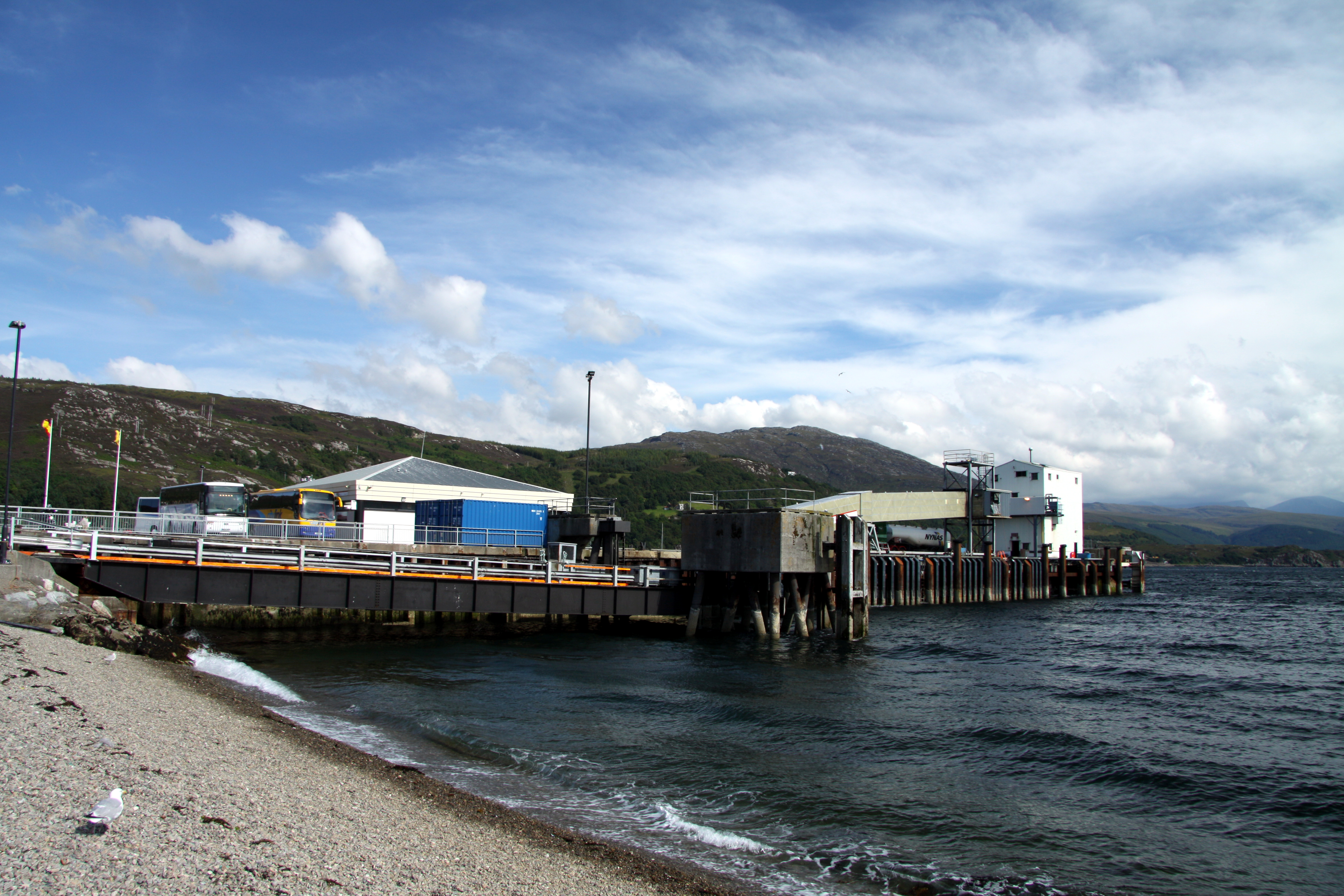
Terminál pro trajekty v obci